# Autoped

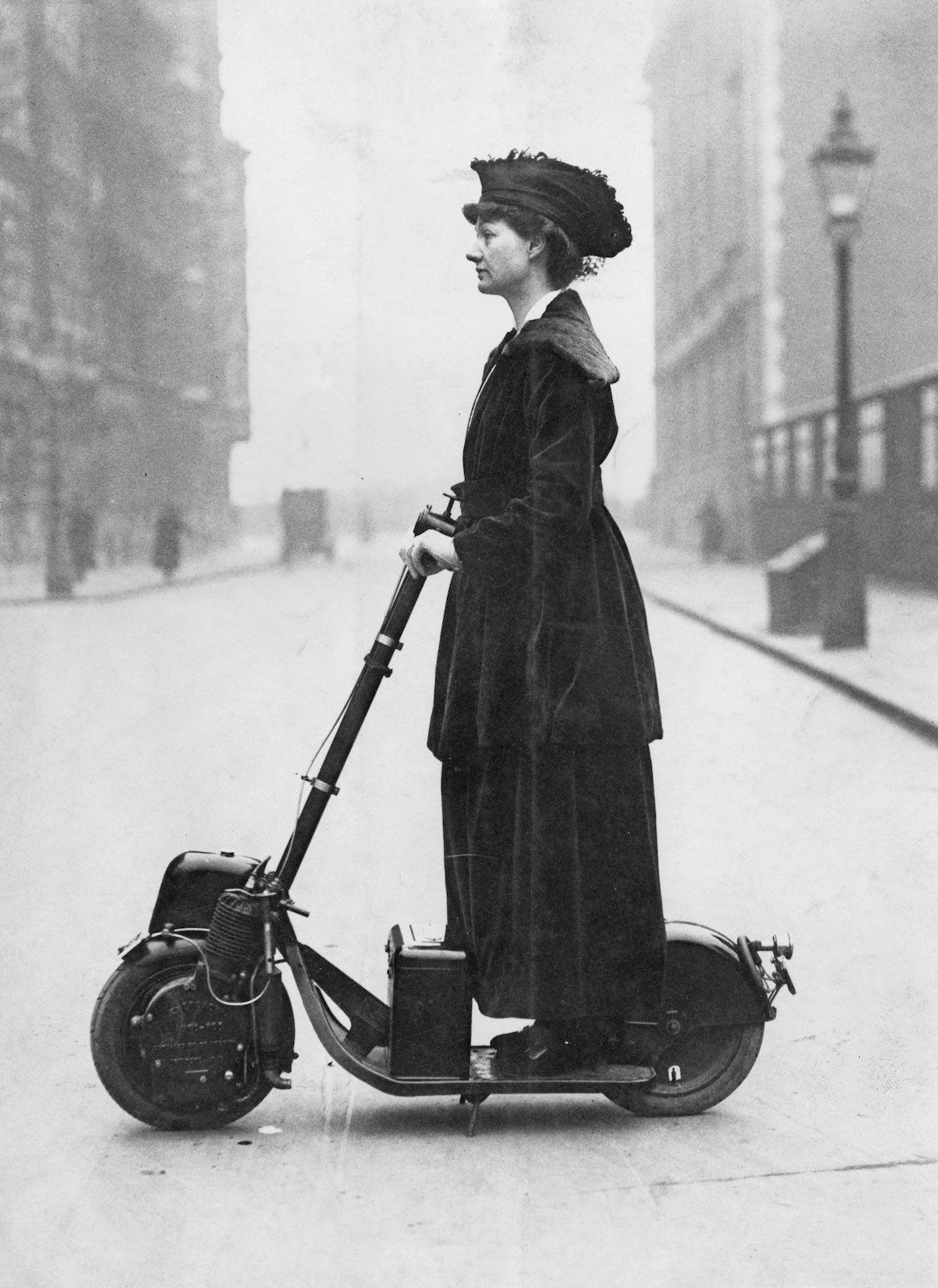
La suffragette Florence Norman en route pour son bureau en 1916 dans les rues de Londres.

L'Autoped est l'ancêtre de la trottinette électrique. Il était commercialisé par la société Autoped de Long Island City à New York de 1915 à 1921 et en Allemagne par les usines Krupp de 1919 à 1922.

## Description
Le conducteur se tenait sur une plate-forme avec des pneus de 10 pouces et faisait fonctionner la machine en utilisant uniquement le guidon et la colonne de direction : en les poussant vers l'avant il engageait l'embrayage, et utilisait un levier sur le guidon pour contrôler l'accélérateur. En tirant le guidon vers l'arrière, il débrayait et pouvait freiner.
Après utilisation, la colonne de direction était repliée sur la plate-forme pour ranger la trottinette plus facilement. Le moteur était un quatre temps refroidi par air, de cent-cinquante-cinq centimètres cubes sur la roue avant. Le véhicule est muni d'un phare et un feu arrière, un klaxon et une boîte à outils. Il était assez efficace, mais n'était pas largement diffusé.

## Brevet
Un brevet pour l'Autoped en tant que « véhicule automoteur » a été demandé en juillet 1913 et accordé en juillet 1916,.

## Galerie

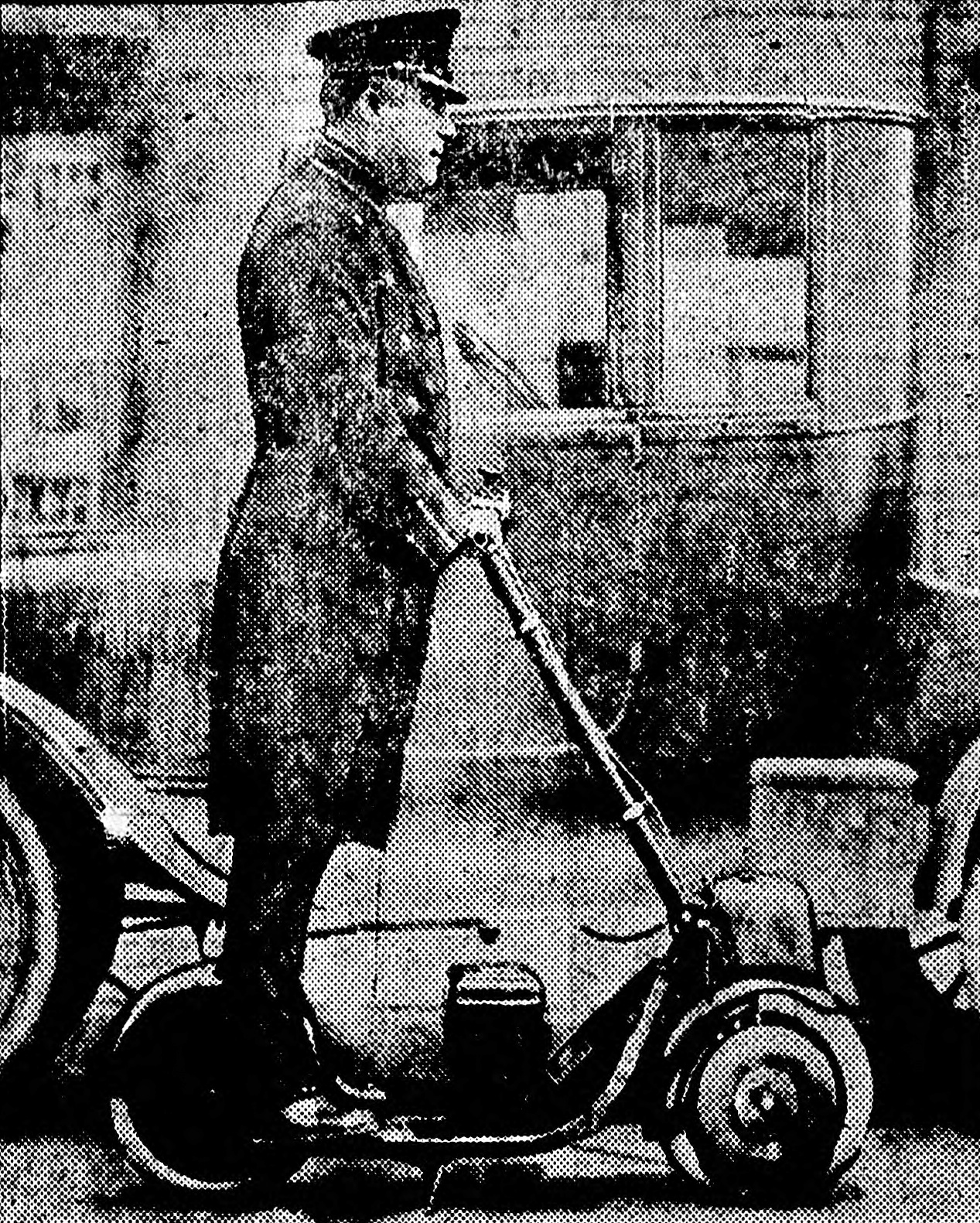
Un Autoped utilisé par un agent de la circulation à Newark, New Jersey, 1922
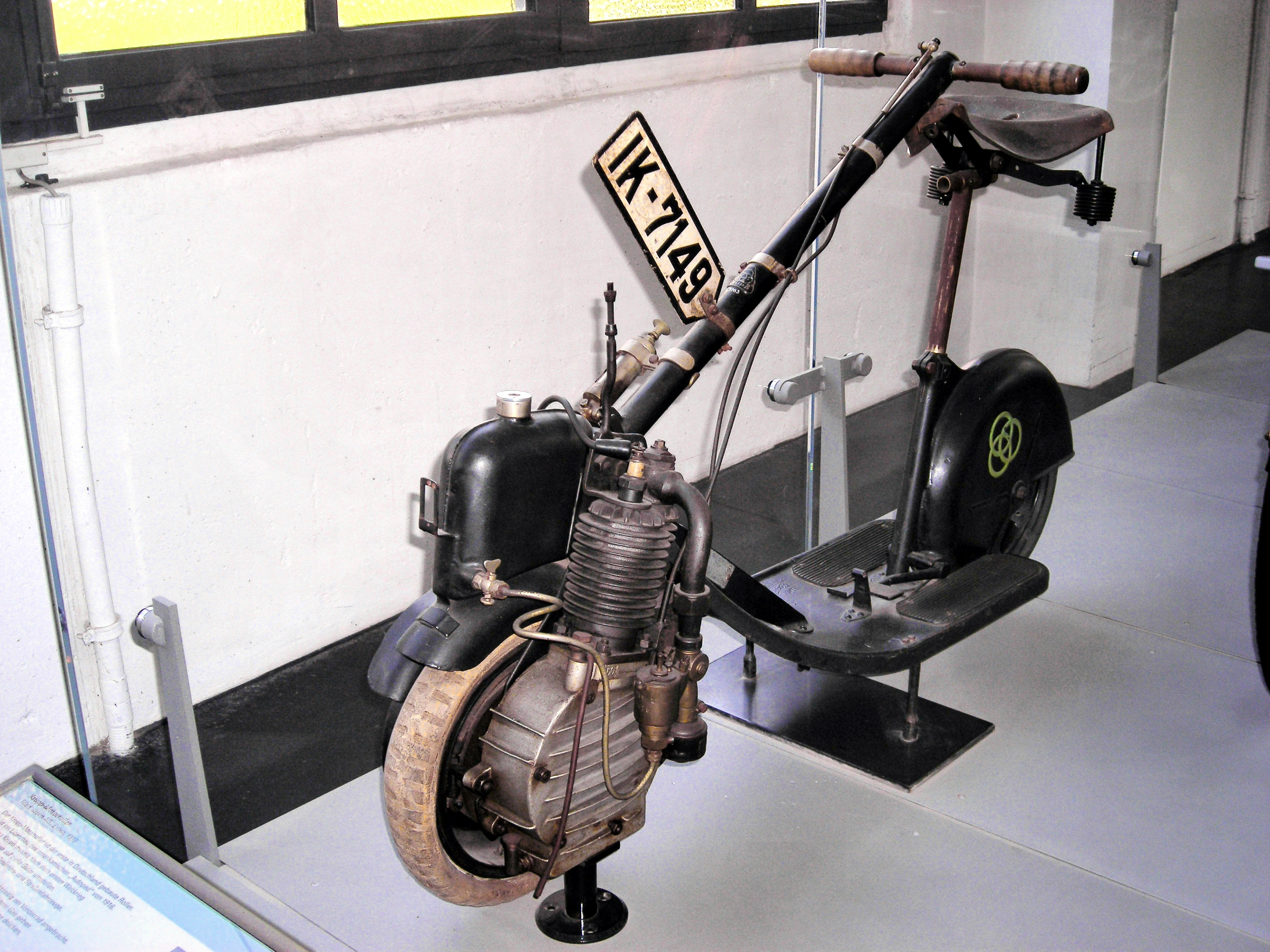
Autoped sous licence Krupp avec siège
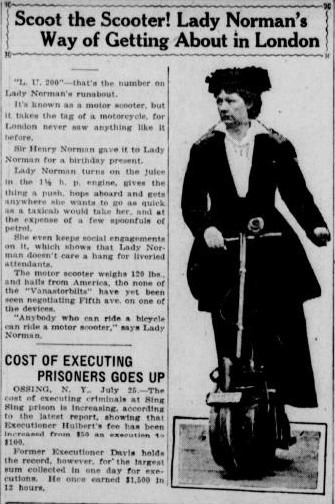
Article de journal londonien de 1916
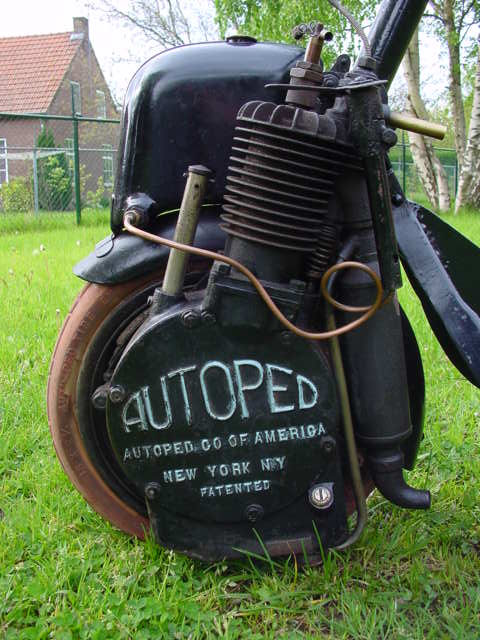
Autoped de 1919, détail roue avant et moteur avec réservoir